# 소재현 (연출가)
소재현은 대한민국의 텔레비전 드라마 연출 감독이다.

## 드라마
- 2017년 tvN 토일 드라마 《비밀의 숲》 ... 프로듀서
- 2018년 tvN 월화 드라마 《백일의 낭군님》 ... 프로듀서
- 2018년 ~ 2019년 OLIVE 화요 미니시리즈 《은주의 방》 ... 공동연출
- 2020년 tvN 수목 드라마 《메모리스트》 ... 책임 프로듀서 & 프로듀서
- 2020년 tvN 토일 드라마 《사이코지만 괜찮아》 ... 프로듀서
- 2020년 ~ 2021년 tvN 월화 드라마 《낮과 밤》 ... 책임 프로듀서
- 2021년 TVING 금요 미니시리즈 《마녀식당으로 오세요》 ... 공동연출
- 2021년 ~ 2022년 tvN 토일 드라마 《불가살》 ... 책임 프로듀서
- 2022년 tvN 금토 드라마 《별똥별》 ... 책임 프로듀서
- 2022년 tvN 수목 드라마 《아다마스》 ... 책임 프로듀서
- 2022년 MBC 금토 드라마 《빅마우스》 ... 책임 프롲듀서
- 2022년 TVING 금요 미니시리즈 《개미가 타고 있어요》 ... 책임 프로듀서
- 2023년 tvN 월화 미니시리즈 《청춘월담》 ... 공동 책임 프로듀서
- 2023년 tvN 월화 미니시리즈 《이로운 사기》 ... 책임 프로듀서
- 2023년 tvN 월화 미니시리즈 《소용없어 거짓말》 ... 책임 프로듀서
- 2023년 tvN 토일 미니시리즈 《아라문의 검》 ... 책임 프로듀서
- 2023년 tvN 토일 미니시리즈 《무인도의 디바》 ... 책임 프로듀서 & 공동연출
- 2023년 tvN 토일 미니시리즈 《마에스트라》 ... 책임 프로듀서
- 2024년 tvN 월화 미니시리즈 《플레이어 2 : 꾼들의 전쟁》 ... 공동연출

## 시트콤
- 2022년 COUPANG PLAY 금요 시트콤 《유니콘》 ... 책임 프로듀서